# John Timothy Dunlap
Fra John Timothy Dunlap SMOM (* 16. dubna 1957, Ottawa) je kanadský profesní rytíř Maltézského řádu a od 3. května 2023 velmistr řádu.

## Stručný životopis
John Dunlap se narodil v kanadské Ottawě, studoval na Univerzitě v Ottawě, kde získal bakalaureát, také na francouzské Université Nice Sophia Antipolis, doktorát z práv získal na University of Western Ontario. Je zapsán do advokátní komory státu New York a provincie Ontario. Od roku 1986 pracoval v advokátní kanceláři Dunnington, Bartholow & Miller, specializuje se na korporátní a imigrační právo. Je právním poradcem stálého pozorovatele Svatého stolce u Organizace spojených národů.
Do maltézského řádu byl přijat jako magistrální rytíř roku 1996, v roce 2004 složil časné sliby jako rytíř po právu, roku 2008 slavné sliby. Od května 2014 je členem řádové státní rady.

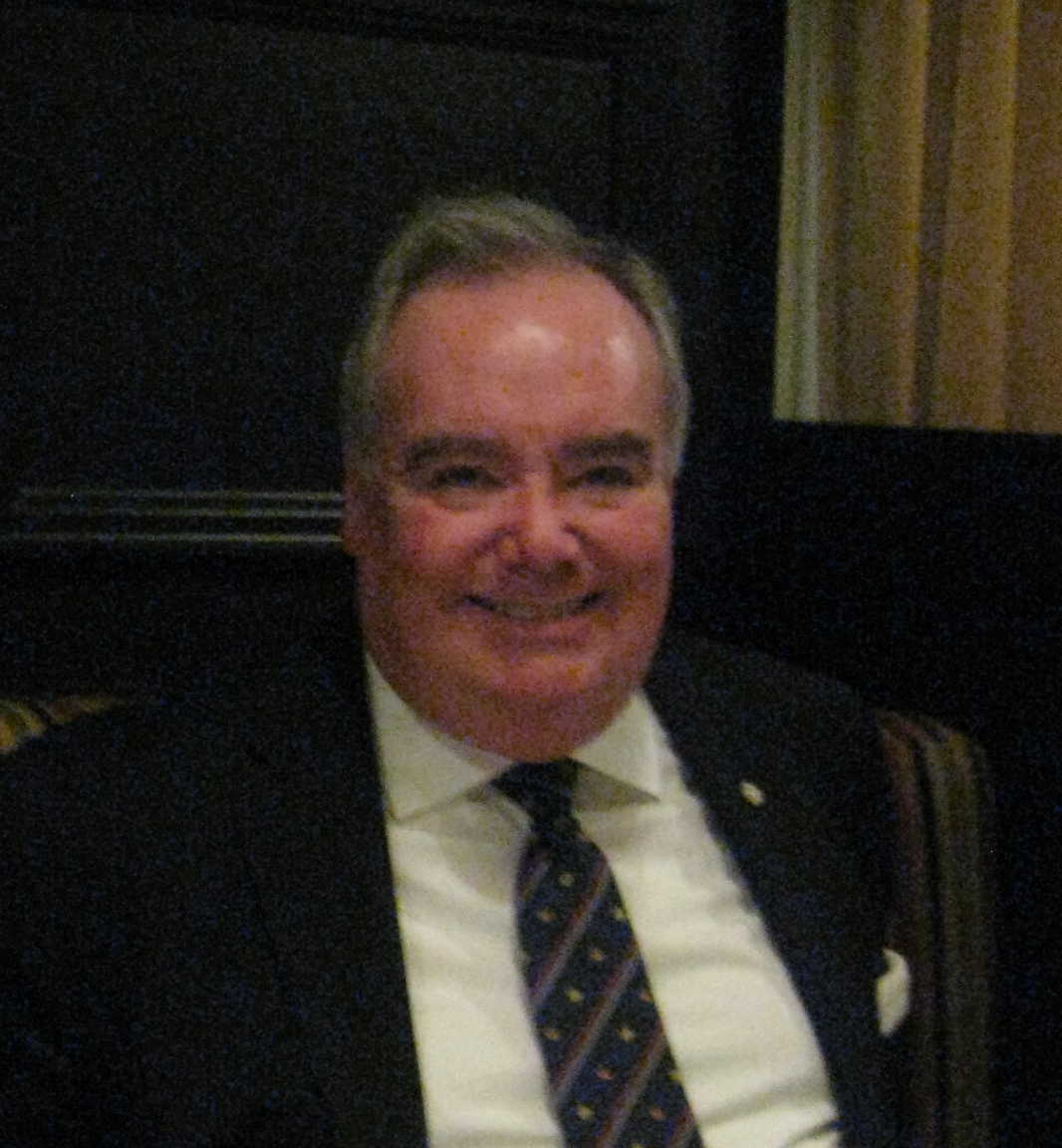
John Dunlap 19. prosince 2021

Po smrti fra Marca Luzzaga jej papež František 13. června 2022 jmenoval místodržitelem úřadu velmistra, hned následujícího dne po Luzzagově pohřbu složil slib a dostal velmistrovskou kolanu.
Dne 3. května 2023 byl zvolen velmistrem řádu, a to na dobu deseti let. Je prvním velmistrem nevoleným na doživotí, prvním velmistrem nešlechtického původu (od nástupu do funkce se však stává knížetem) a prvním velmistrem z amerického kontinentu. Jeho volbu umožnila revize Konstitucí Maltézského řádu, provedená v září 2022 papežem Františkem, která znamenala zrušení povinnosti šlechtického původu pro řádového velmistra, a jeho volbu na dobu určitou.